# Liste der großflächigen Kulturdenkmäler in Wiesbaden
Die folgende Liste enthält die in der Denkmaltopographie ausgewiesenen großflächigen Kulturdenkmäler (Gesamtanlagen) auf dem Gebiet der Stadt Wiesbaden in Hessen.
Hinweis: Die Reihenfolge der Gesamtanlage in dieser Liste orientiert sich vom Stadtzentrum zum Stadtrand. Da die Gesamtanlagen sich teilweise über mehrere Ortsbezirke erstrecken, wurde auf eine Zuordnung der Gesamtanlagen zu Ortsbezirken verzichtet. Teilweise kommt es zu Überschneidungen der einzelnen Gesamtanlagen.
Grundlage ist die Veröffentlichung der Hessischen Denkmalliste, die auf Basis des Denkmalschutzgesetzes vom 5. September 1986 erstmals erstellt und seither laufend ergänzt wurde. Ein Teil dieser Listen ist zusammen mit einer ausführlichen Beschreibung online einsehbar.

## Liste der Gesamtanlagen im Bereich der Innenstadt
| Bild                                 | Bezeichnung                      | Lage | Beschreibung | Bauzeit   | Objekt-Nr. |
| ------------------------------------ | -------------------------------- | ---- | ------------ | --------- | ---------- |
| Bild gesucht BW                      | Stadtzentrum oder „Engere Stadt“ | Lage |              |           |            |
| Bild gesucht BW                      | City oder „Flecken“              | Lage |              |           |            |
| Bild gesucht BW                      | Quellenviertel oder „Sauerland“  | Lage |              |           |            |
| Bild gesucht BW                      | Bergkirchenviertel               | Lage |              |           |            |
| Bild gesucht BW                      | Schulberg                        | Lage |              |           |            |
| Historisches Fünfeck                 | Historisches Fünfeck             | Lage |              |           |            |
| Rheinstraße                          | Rheinstraße                      | Lage |              |           |            |
| Bild gesucht BW                      | Südliche Stadterweiterung        | Lage |              |           |            |
| Bild gesucht BW                      | Südwestliche Stadterweiterung    | Lage |              |           |            |
| Dotzheimer Straße                    | Dotzheimer Straße                | Lage |              |           |            |
| Bild gesucht BW                      | Westliche Stadterweiterung       | Lage |              |           |            |
| Bild gesucht BW                      | Mariahilf                        | Lage |              |           |            |
| Bild gesucht BW                      | Nordwestvorstadt                 | Lage |              |           |            |
| Bild gesucht BW                      | Ringstraße                       | Lage |              |           |            |
| Bild gesucht BW                      | Westend/Feldherrnviertel         | Lage |              |           |            |
| Wallufer Straße                      | Rheingauviertel                  | Lage |              |           |            |
| weitere Bilder                       | Schiersteiner Straße             | Lage |              |           |            |
| Bild gesucht BW                      | Europaviertel                    | Lage |              |           |            |
| Bild gesucht BW                      | Dichterviertel                   | Lage |              |           |            |
| Ehem. Reservelazarett IV             | Ehem. Reservelazarett IV         | Lage |              |           |            |
| weitere Bilder                       | Walkmühle                        | Lage |              |           |            |
| Östliches Villengebiet               | Östliches Villengebiet           | Lage |              |           |            |
| Bild gesucht BW                      | Nördliches Villengebiet          | Lage |              |           |            |
| Nerotal                              | Nerotal                          | Lage |              |           |            |
| Bild gesucht BW                      | Platter Straße                   | Lage |              |           |            |
| Bild gesucht BW                      | Ruhbergstraße                    | Lage |              |           |            |
| Bild gesucht BW                      | Philippsberg                     | Lage |              |           |            |
| Bild gesucht BW                      | Nordwestliche Villengebiete      | Lage |              |           |            |
| Bild gesucht BW                      | Unter den Eichen                 | Lage |              |           |            |
| Albrecht-Dürer-Anlage                | Albrecht-Dürer-Anlage            | Lage |              |           |            |
| Doppelhaus in der Straße Am Mühlberg | Eigene Scholle                   | Lage |              | 1924–1928 |            |
| Bild gesucht BW                      | Südliches Villengebiet           | Lage |              |           |            |
| weitere Bilder                       | Südfriedhof                      | Lage |              |           |            |

## Liste der Gesamtanlagen außerhalb der Innenstadt
| Bild                                     | Bezeichnung               | Lage             | Beschreibung                           | Bauzeit | Objekt-Nr. |
| ---------------------------------------- | ------------------------- | ---------------- | -------------------------------------- | ------- | ---------- |
| Schloss Biebrich mit Park                | Schloss Biebrich mit Park | Biebrich Lage    |                                        | ab 1700 |            |
| Luftbild Biebrich                        | Historischer Ortskern     | Biebrich Lage    |                                        |         |            |
| Bild gesucht BW                          | Historischer Ortskern     | Auringen Lage    |                                        |         |            |
| Bild gesucht BW                          | Historischer Ortskern     | Breckenheim Lage |                                        |         |            |
| Bild gesucht BW                          | Historischer Ortskern     | Heßloch Lage     |                                        |         |            |
| Fachwerkhäuser an der Kleinen Oberstraße | Historischer Ortskern     | Kloppenheim Lage |                                        |         |            |
| Historischer Ortskern                    | Historischer Ortskern     | Naurod Lage      | Evangelische Kirche (Wiesbaden-Naurod) |         |            |
| Historischer Ortskern                    | Historischer Ortskern     | Nordenstadt Lage |                                        |         |            |
| Bild gesucht BW                          | Historischer Ortskern     | Rambach Lage     |                                        |         |            |